# Логінов Олександр Юрійович
Олександр Юрійович Логінов (рос. Александр Юрьевич Логинов; 18 лютого 1987, м. Уфа, СРСР) — російський хокеїст, захисник. Виступає за «Сибір» (Новосибірськ) у Континентальній хокейній лізі. 
Вихованець хокейної школи «Салават Юлаєв» (Уфа). Виступав за «Салават Юлаєв» (Уфа), «Торос» (Нефтекамськ), «Карлові Вари», «Торпедо» (Нижній Новгород), «Амур» (Хабаровськ), «Автомобіліст» (Єкатеринбург). 
В чемпіонатах Чехії — 16 матчів (4+8), у плей-оф — 10 матчів (1+1).
У складі молодіжної збірної Росії учасник чемпіонатів світу 2007.

## Досягнення
- Чемпіон Росії (2008)
- Срібний призер молодіжного чемпіонату світу (2007)